# Graniecnik
Graniecnik – polny demon, pochodzący z okolic Nowego Targu, z kategorii błędnych ogników; pokutująca dusza niesprawiedliwego geometry.
Graniecnik to pokutująca dusza, która wyznaczając granice, skrzywdziła chłopów.
Pojawiał się nocami na granicach wsi. Nie interesował się ludźmi, chyba że napotkał ich na drodze. Przeistaczał się w różne postacie: chłopa z odciętą głową, któremu z szyi buchał płomień, albo świetlika mknącego nad polami. 